# Rüdiger Suchsland

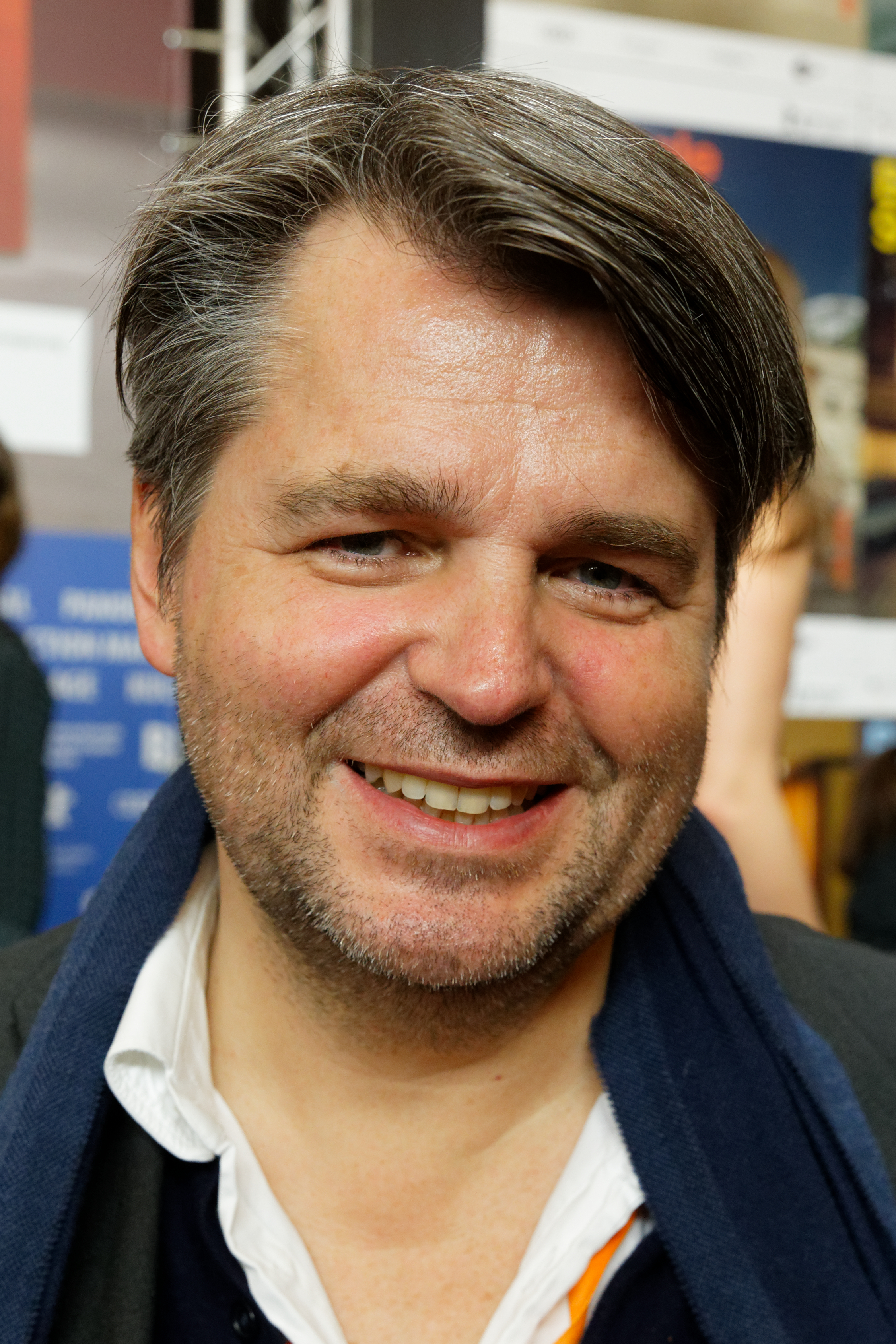
Rüdiger Suchsland (2017)

Rüdiger Suchsland (* 1968 in Hamburg) ist ein deutscher Filmjournalist, Filmkritiker und Regisseur.

## Leben und Werk
Rüdiger Suchsland studierte Geschichte und Philosophie in München. Nach seinem Abschluss arbeitete er als freier Journalist, vor allem für verschiedene Kulturredaktionen. Seit 1998 ist er hauptsächlich im Bereich der Filmkritik tätig. Unter anderem hat er als Autor für die Frankfurter Allgemeine Zeitung, den film-dienst, Telepolis, den Deutschlandfunk, Die Welt, die Frankfurter Rundschau, die Berliner Zeitung, die Jüdische Allgemeine und Rolling Stone gearbeitet. Seit 1997 ist er Redakteur bei artechock. Von 1998 bis 2004 folgte Mitarbeit am Filmfest München und seitdem auch beim Filmfestival Mannheim-Heidelberg sowie am Festival des deutschen Films. Er sitzt im Beirat des Verbands der deutschen Filmkritik.

## Schriften (Auswahl)
- Mit Josef Schnelle: Zeichen und Wunder: Das Kino von Zhang Yimou und Wong Kar-Wai. Schüren, Marburg 2008, ISBN 3-89472-438-2
- Dennis Hopper: Easy Rider. Langen-Müller, München 2011, ISBN 978-3-7844-3262-5.
- Der Film als Seismograph der Gesellschaft. Themen und Tendenzen im aktuellen türkischen Kino. In: Udo Steinbach Hrsg.: Länderbericht Türkei. Schriftenreihe, 1282. Bundeszentrale für politische Bildung BpB, Bonn 2012, ISBN 978-3-8389-0282-1, S. 521–530.
- Mit Kerstin Krieg: Die Nullerjahre: zwischen Stagnation und Innovation; der deutsche Film im neuen Jahrtausend. Schüren, Marburg 2012, ISBN 978-3-89472-747-5.
- Ohne Netz und doppelten Boden. Artisten im Zirkus der Wirklichkeit: zum aktuellen Stand der Filmkritik. In: Harald Mühlbeyer, Bernd Zywietz: Ansichtssache: zum aktuellen deutschen Film. Schüren, Marburg 2013, ISBN 978-3-89472-821-2, S. 75–82.
- Schöne Menschen gegen Hitler[7]

## Filmografie
- 2000: München – Geheimnisse einer Stadt (Darsteller)
- 2014: Caligari – Wie der Horror ins Kino kam (Fernsehdokumentation), (Regie, Drehbuch)
- 2014: Von Caligari zu Hitler (Dokumentarfilm), (Regie, Drehbuch)
- 2017: Hitlers Hollywood (Dokumentarfilm), (Regie, Drehbuch)

## Auszeichnungen
- 2014: Nominierung für den Venezia Classici Award in der Kategorie Best Documentary on Cinema bei den Internationalen Filmfestspielen von Venedig für Von Caligari zu Hitler
- 2014: Preis Bisato d'Oro bei den Internationalen Filmfestspielen von Venedig für Von Caligari zu Hitler
- 2018: Nominierung für den Lia Award beim Jerusalem Film Festival für Hitlers Hollywood
- 2018: Preis Bester Film in der Kategorie Frontiers Competition beim Belgrader Filmfestival FEST für Hitlers Hollywood
- 2018: Nominierung für den Critics Choice Documentary Award bei den Critics Choice Documentary Awards für Hitlers Hollywood